# نارییس دل ربیار
نارییس دل ربیار دهستانی در استان آبیلای اسپانیا است.
در این دهستان ۶۹ نفر زندگی می‌کنند. مساحت این دهستان ۱۷٫۳۹ کیلومتر مربع است.